# Platystethus degener
Platystethus degener är en skalbaggsart som beskrevs av Étienne Mulsant och Claudius Rey 1878. Platystethus degener ingår i släktet Platystethus och familjen kortvingar. Arten är reproducerande i Sverige. Inga underarter finns listade i Catalogue of Life.